# Passage (album sastava Samael)
Passage je četvrti studijski album švicarskog industrial metal-sastava Samael. Diskografska kuća Century Media Records objavila ga je 19. kolovoza 1996. godine.

## O albumu
Na Passageu se grupa odvojila od svojih black metal korijena i usredotočila na zvuk klavijatura i industrijalnu glazbu. S tekstualnog je gledišta napustila sotonističke teme i počela pisati o okultizmu i svemiru. Iako se razlikuje od svojih prethodnika, Passage je pomogao Samaelu da napusti podzemnu metal scenu i steče veći broj obožavatelja.
Na albumu se izvorno nalazilo 17 pjesama, ali na koncu ih se na njemu našlo samo 11. Ostale skladbe bile su objavljene na EP-u Exodus. Ponovo objavljena inačica albuma sadržavala je drugi CD pod imenom Xytras koji se sastojao od 10 skladbi s albuma sviranih na klaviru.
Godine 2007. bilo je objavljeno remasterirano, ponovno oblikovano, posebno izdanje uratka koje se sastojalo od svih izvornih 17 skladbi.
Glazbeni spot za pjesmu "Jupiterian Vibe" često se reproducirao na MTV-jevoj emisiji Headbangers Ball.

## Popis pjesama
Tekstovi: Vorph, glazba: Xy.
| 1.    | »Rain«                     | 4:00 |
| 2.    | »Shining Kingdom«          | 3:37 |
| 3.    | »Angel's Decay«            | 3:37 |
| 4.    | »My Saviour«               | 4:08 |
| 5.    | »Jupiterian Vibe«          | 3:22 |
| 6.    | »The Ones Who Came Before« | 3:42 |
| 7.    | »Liquid Soul Dimension«    | 3:41 |
| 8.    | »Moonskin«                 | 3:56 |
| 9.    | »Born Under Saturn«        | 4:18 |
| 10.   | »Chosen Race«              | 4:07 |
| 11.   | »A Man in Your Head«       | 3:43 |
| 42:11 |                            |      |

## Recenzije
Eduardo Rivadavia, glazbeni kritičar sa stranice AllMusic, dodijelio je albumu četiri i pol od pet zvjezdica te je komentirao: "Na zasljepljujućemu Passageu iz 1996. godine švicarski je Samael s lakoćom i bez straha počeo spajati najmoderniju elektroniku sa zagriženo analognim heavy metalom, što nije lak zadatak. [...] Taj je posebno zahtjevan podvig doveo do jednog od prvih remek-djela post-industrial black metala." Zaključio je: "Naravno, zbog njegove često zbunjujuće originalnosti Passage nije samo Samaelovo najveće postignuće, već i jedan od najvažnijih heavy metal albuma 1990-ih."

## Zasluge
| Samael - Vorph – vokali, gitara - Xy – klavijature, programiranje bubnjeva - Kaos – gitara - Masmiseîm – bas-gitara | Ostalo osoblje - Waldemar Sorychta – snimanje, inženjer zvuka, produkcija, miksanje |